# 전당포

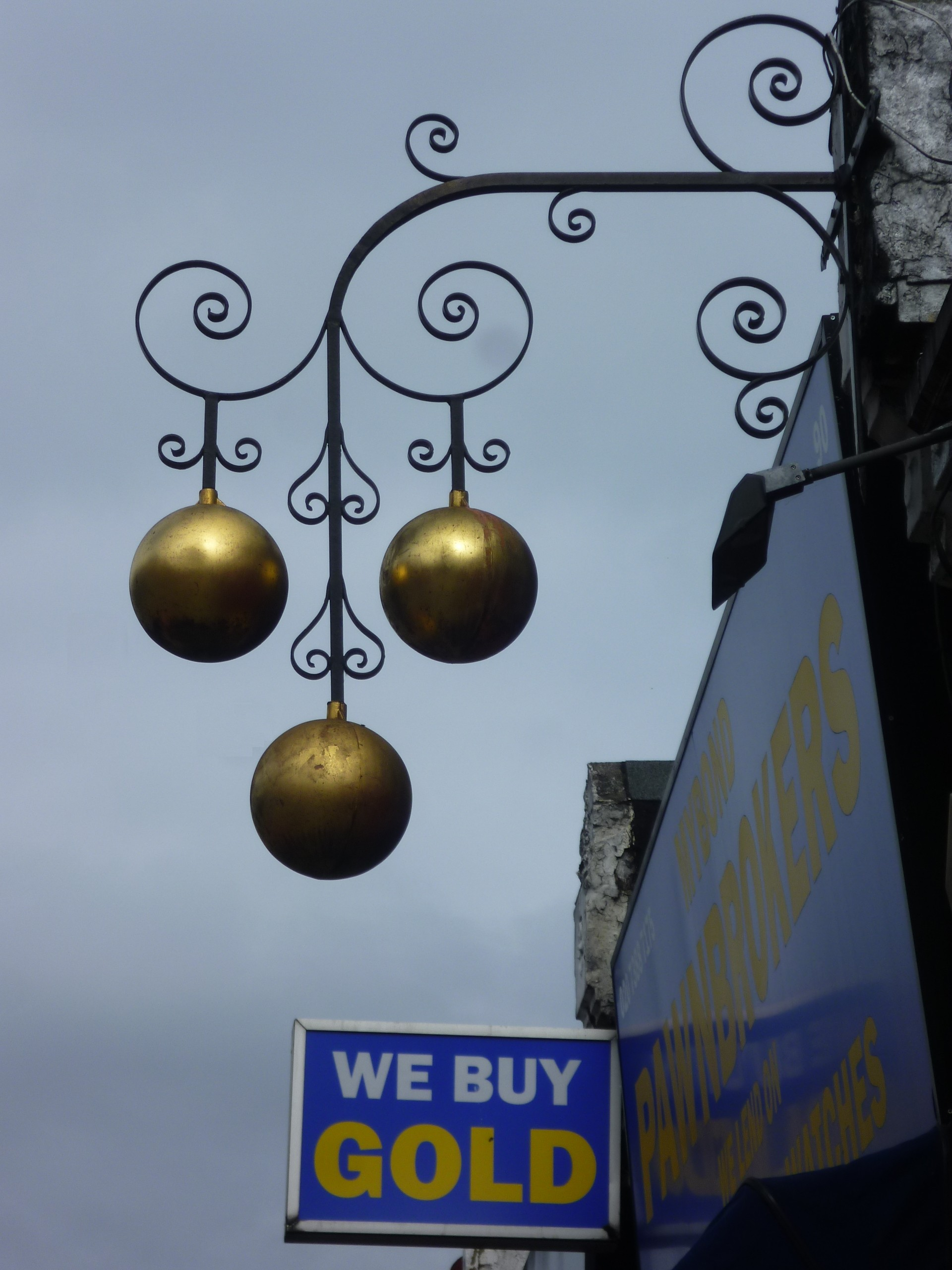
런던의 전당포.

전당포(典當鋪, 또는 전당국, 典當局, pawn bank, 문화어: 편의금고)는 물건을 담보로 잡아 금전을 빌려주는 곳이다. 사채업의 일종이며 최근에는 캐싱(cashing)이라는 용어를 상호에 쓰기도 한다.

## 개요
조선시대에는 따로 대부업이 없고 부자를 찾아가서 빌리는 형태의 사금융의 형태였다. 1894년 청일전쟁 이후에 일본인이 한국에 들어와 전당포 형태의 사채업을 시작하였다. 이후에는 한국인들 사이에서도 이를 모방하여 조합의 형태로 전당포를 설립하였다. 구한말시대와 일제강점기에는 일반 서민이 신용으로 금전을 빌리기가 대단히 힘들었다. 그것은 당시의 개인이 금융기관의 대부조건을 만족시키기 힘들었기 때문이었다. 전당포는 특히 도시의 서민들 사이에서 필요할 때 돈을 빌려 쓸 수 있는 유용한 수단이었다. 하지만 높은 이율은 전당포를 고리대금의 대명사로 여겨지게 만들었으며 강도들의 주요 범죄 대상이 되기도 했다. 일제 강점기에는 일본 자본이 조선을 침탈하는 창구 구실을 하기도 했다. 당시 일본의 전당포와는 달리 한국에서는 부동산도 담보로 취급하였다. 1909년 경기도에는 152개소가 있는 것으로 조사되었다.
전당포 사업에서 질이란 고객의 물건을 전당포가 감정하여 담보로 맡기고 돈을 빌려주는 대부를 말하는 용어이며, 전물(典物)은 맡긴 물건이다. 물건을 전당포에서 구매하여 소유권을 옮기는 매입을 하기도 했다. 또한 매입한 물건을 판매하기도 한다. 세월에 따라 전당포의 인기 품목은 바뀌었는데 1970년대에는 트랜지스터 라디오나 텔레비전이 인기였고 1980년대에는 비디오플레이어, 컴퓨터 등이 주요 품목이었다. 귀금속 등은 아직도 인기 품목이며 최근에는 명품 패션이 주종을 이룬다.
최근에는 대다수의 서민들이 월세를 집주인에게 낼 수 있도록 하기 위해 노트북이나 자전거 등 고가형 물건을 어쩔 수 없이 영구 위탁시켜 놓는 경우도 있어, 아예 이름표를 부착하여 맡기는 경우도 간혹 있다.

## 역사
- 1898년(고종, 광무2년)에 법률1호 전당포법을 제정하였다.
- 1947년에는 4곳의 공설전당국이 설립되어 운영되었다. 1955년에는 연간 3만 명에게 1억 환을 대출하였다고 한다.

대한민국에서는 1961년 생긴 전당포 영업법에 따라 경찰서장의 허가를 받아야 영업이 가능했다. 그러나 이 법률은 1999년 폐지되어, 그 후에는 누구나 신고만 하면 전당업을 할 수 있게 되었다. 대출금의 이자는 대부업법에서 정한 바에 따라 월 5.5%를 넘을 수 없다.

## 전당포 영업법
전당포는 고객으로부터 물품을 질물로 받고 금융한다. 고객이 일정기간까지 원리금(元利金)을 지급하지 않을 경우 전당포는 질물의 소유권을 취득하고 이것을 처분할 수 있다(전당 1조, 21조). 민법은 일반적으로는 채무자 보호를 위하여 유질(流質)을 금지하고 있다.
전당포 영업법(典當鋪 營業法)은 대통령령의 정하는 바에 의해서 영업소마다 그 소재지를 관할하는 경찰서장의 허가를 받은 자만이 전당포 영업을 할 수 있으며(전당 2조), 그 단속을 엄중히 함과 동시에 유질을 인정한다. 그 대신 예를 들면 유질기간은 6개월 이상이라야 된다(전당 19조 2항)거나 유질기간 전에 고객이 권리금을 변제한 때에는 언제든지 전당물을 반환해야 된다(전당 20조)거나 유질 기간 경과 후에도 질물 처분 전에 고객이 원리금을 변제했을 때에는 질물을 반환할 의무가 있다(전당 21조 1항 후단)고 하는 것처럼 고객(질권 설정자)의 이익을 보호하도록 배려하고 있다.

## 참고 문헌
- 개항 후 대차 관계 및 이자에 관한 연구(II) - 민간 식리의 형태와 이자를 중심으로, 서길수, 국제 대학, 1987